# Saint-Symphorien-des-Bois
Saint-Symphorien-des-Bois è un comune francese di 427 abitanti situato nel dipartimento della Saona e Loira nella regione della Borgogna-Franca Contea.

## Società

### Evoluzione demografica
Abitanti censiti